# 夢時代 (專輯)
《夢時代》是台灣女歌手劉虹翎的首張錄音室專輯，於2007年6月26日推出。

## 曲目
1. Romantic
2. 夢時代
3. 祈許
4. 幸福冒險
5. 魔鏡
6. 打開夢的心(夢時代迎賓曲)
7. 元氣早餐
8. 紫玫瑰
9. 愛你每一天
10. 晚安 夢中見(夢時代晚安曲)

## MV
1. 首波主打《夢時代 （页面存档备份，存于）》
2. 第二波主打《Romantic （页面存档备份，存于）》
3. 第三波主打《祈許 （页面存档备份，存于）》

## 唱片成績
- G-Music
- 第一週華語榜(2007/06/22 - 2007/06/28) No.6
- 第二週華語榜(2007/06/29 - 2007/07/05) No.5
- 第三週華語榜(2007/07/06 - 2007/07/12) No.11